# Angelika Unterlauf
Angelika Unterlauf-Böhme (ur. 1946 w Gröningen) – niemiecka dziennikarka telewizyjna, ogólnoniemiecką sławę zyskała jako prowadząca reżimowy dziennik telewizyjny „Aktuelle Kamera” w Deutscher Fernsehfunk, obecnie dziennikarka Sat.1. W latach 1985–1989 członek zwyczajny SED.

## Kariera dziennikarska
Angelika Unterlauf po ukończeniu szkoły aktorskiej w Lipsku, rozpoczęła w 1969 roku pracę spikerską w Rundfunk der DDR. Przez słuchaczy radiowych została szybko okrzyknięta „kryształowym głosem NRD”. W 1977 roku zasiliła redakcję „Aktuelle Kamera” w Deutscher Fernsehfunk i z czasem stała się główną prezenterką wydania wieczornego serwisu. W 1985 roku wybrana człowiekiem roku wschodnioniemieckiej telewizji. W lipcu 1990 roku ostatni raz poprowadziła „Aktuelle Kamera”, uznano, że dla tak silnie kojarzonej z aparatem władzy prezenterki, nie może być miejsca w demokratycznych mediach.
W latach 1991–1993 współpracowała z redakcją pisma Spiegel TV, także z innymi tytułami i zajmowała się tam głównie polemiką związaną z procesem zjednoczenia Niemiec – w powyższym okresie – jak współcześnie wspomina – borykała się z dużymi problemami finansowymi pozostając na zasiłku. W 1993 roku rozpoczęła współpracę z redakcją programów publicystycznych telewizji Sat.1, następnie wkrótce zatrudniona w tej redakcji na stałe. Obecnie jest współprowadzącą program „Śniadanie z Sat.1”.